# Куп'євате
Куп'єва́те — село в Україні, у Глобинській міській громаді Кременчуцького району Полтавської області. Населення на 2011 рік становить 397 осіб.

## Географія
Село Куп'євате розташоване за 72 км від районного центру м. Кременчук. За 3,5 км від села знаходиться правий берег річки Хорол, за 1 км розташовані села Лукашівка і Демидівка. У селі велике озеро.

## Історія
Назву одержано від річки Куп'єватої (правої притоки Хоролу) біля якої виникло, на рубежі XIX та XX ст. На місці села існувала економія поміщика М. І. Вязьмітінова. У господарстві були млин, олійниця крупорушка. Радянську владу проголошено в січні 1918 року. Маєток був націоналізований на початку 20-х років. Хутір був віднесений до Фидрівської сільської ради, Манжеліївського району Кременчуцького округу.
У 1926 р. на хуторі 29 дворів 166 жит. У період Другої світової війни на фронтах загинуло 160 жителів.
Село електрифіковане у 1960 році, радіофіковане у 1961 році, 1965 році висаджено парк. 1973 збудовано дорогу з твердим покриттям.
12 червня 2020 року, відповідно до розпорядження Кабінету Міністрів України № 721-р «Про визначення адміністративних центрів та затвердження територій територіальних громад Полтавської області», село увійшло до складу Глобинської міської громади.
19 липня 2020 року, в результаті адміністративно - територіальної реформи та ліквідації Глобинського району, село увійшло до складу новоутвореного Кременчуцького району.

## Населення
Населення станом на 1 січня 2011 року становить 397 осіб.
- 2001 — 422
- 2011 — 397 жителів

### Мова
Розподіл населення за рідною мовою за даними перепису 2001 року:
| Мова       | Кількість | Відсоток |
| ---------- | --------- | -------- |
| українська | 417       | 98.82%   |
| російська  | 5         | 1.18%    |
| Усього     | 422       | 100%     |

## Інфраструктура
У селі є:
- відділення зв'язку
- комплексний приймальний пункт

## Освіті
- неповна середня школа
- дитсадок

## Медицина
- фельдшерсько акушерський пункт

## Культура
- Бібліотека — 19,6 тис. од. зб.

## Пам'ятки
На території села Куп'євате встановлений обеліск «Мати, що тужить» (рос. Скорбящая мать) Воїнам Радянської армії і воїнам-односельцям, які загинули в роки Другої світової віни.
Є пам'ятник Леніну 1968 р.

## Символіка
У села Куп'євате є гімн, автор якого Лопатюк Євгенія.